# Game of SKATE
Een Game of SKATE is een spel voor skateboarders. Het is verzonnen door éS Footwear.

## Hoe te spelen
Je kan dit met zoveel mensen spelen als je wilt. Het makkelijkste is met 2 tot 4 skaters. De eerste begint met een truc te doen. Als hij deze landt, moeten de andere spelers deze truc ook nadoen. Lukt het ze niet, krijgen ze een letter. De letters zijn de S, K, A, T en de E. Dit spelt SKATE, als je alle 5 de letters hebt, ben je uit het spel.
Als de speler die begon met een truc deze landde, mag hij, nadat alle andere spelers deze geprobeerd hebben, er nog een doen. Als hij alles landt, kan hij dus in een keer al zijn medespelers uitschakelen. Landt hij een truc niet, mag de volgende het proberen. Op deze manier kan iedereen aan de beurt komen.

## Regels
- Geen handen of voeten op de grond, voor, tijdens of na de truc.
- Als de wielen van je skateboard van de grond loskomen, moet je de truc ook landen, anders is de volgende aan de beurt.
- Al je trucs moeten pop hebben, dus geen poploze shove-its.
- Je moet altijd mooi op je skateboard landen, geen voeten op de grond, landingen op de achterkant van het skateboard, op de zijkant of met handen op de grond.[1]

## Wedstrijden
Er worden regelmatig officiële wedstrijden in gehouden. Een keer per jaar strijden de beste professionele skateboarders tegen elkaar. In 2006 ging het er goed aan toe; Chris Cole, Alex Mizurov en Taylor Smith zaten in de finale, die Alex uiteindelijk won. In de halve finale lagen Sierra Fellers, Jimmy Carlin en Darryl Grogan eruit. De resultaten zijn te zien op de afbeelding hier schuin boven.
Je kan ook een Game of SKATE zonder wedstrijd houden. Veel skateboarders gebruiken dit om in te skaten.
Eric Koston zegt hierover:
Iedereen kan het spelen, het maakt niet uit hoe goed je kan skaten. (Vrij vertaald vanuit het Engels)